# Turdus merula
Il merlo (Turdus merula Linnaeus, 1758) è un uccello passeriforme della famiglia dei Turdidi.
Di taglia media, il maschio ha una livrea completamente nera e il becco giallo, mentre la femmina è bruno-nerastra. Monogamo per tutta la vita, vive in coppie isolate, ma tende a diventare più sociale e radunarsi in stormi durante le migrazioni.  Onnivoro, durante la stagione riproduttiva predilige una dieta proteica, cibandosi di insetti e loro larve, piccole lumache, vermi, mentre bacche, olive e frutta sono più importanti in autunno e in inverno. L'areale di nidificazione del merlo comprende l'Europa, il Nord Africa e un'ampia area discontinua che si estende ad est fino alla Cina orientale e a sud sino allo Sri Lanka. In Europa, la stagione riproduttiva va da marzo-aprile a fine agosto. Il suo habitat naturale è il bosco, ma si adatta a vivere ovunque vi siano le condizioni per nidificare: in ambienti caratterizzati dalla presenza di alberi o arbusti in continuità con aree aperte, frutteti e vigneti e in aree urbane a contatto ravvicinato con l'uomo. Gli areali di svernamento, nella generalità dei casi, coincidono con i settori più meridionali ed occidentali dei quartieri riproduttivi.
Gli individui nidificanti in Europa settentrionale e orientale migrano in direzione ovest e sudovest, generalmente svernando entro i limiti più meridionali dell'areale riproduttivo; le popolazioni nidificanti in Europa centrale si dirigono verso sud e sud-ovest, mentre quelle più orientali migrano principalmente a sud. I soggetti che si riproducono alle latitudini inferiori tendono a essere sedentari o a effettuare solo brevi spostamenti altitudinali. La migrazione ricade tra metà ottobre e fine dicembre, ma i maschi partono già all'inizio di dicembre per occupare i territori riproduttivi migliori. Il merlo frequenta un'ampia varietà di contesti ambientali, principalmente alle latitudini medio-alte della Regione Paleartica. In Europa, può vivere sopra i 1.000 metri di altitudine, ma fino a oltre 4.000 metri in Asia. Nel corso dell'ultimo secolo, ha ampliato il suo areale, inoltre, a partire dall'Ottocento, ha iniziato a frequentare la maggior parte delle città europee. È distribuito diffusamente su tutto il territorio italiano, isole comprese. Trattandosi soprattutto di una specie sedentaria, sverna pressoché negli stessi ambienti in cui nidifica. Questa specie è compresa nella Categoria Rischio minimo della Lista Rossa dell'IUCN delle specie minacciate.

## Descrizione
Il maschio adulto è lungo fino a 25 centimetri, con apertura alare di 34-38 cm e peso di 66-100 g. Presenta un piumaggio completamente nero o marrone scuro con becco e contorno degli occhi di un giallo acceso tendente all'arancione. La femmina adulta è lunga 20-22 cm, di colore bruno scuro, con la gola più chiara, striata. I giovani e le femmine presentano una colorazione bruna del becco, anziché gialla o aranciata. L'iride, le zampe e i piedi di entrambi i sessi sono marrone scuro. Negli esemplari maschi sono, alle volte, presenti fenomeni di leucismo, che si evidenzia con il colore bianco di parte delle remiganti primarie o delle caudali. Talvolta, si possono presentare casi di albinismo che producono individui dal corpo bianco e occhi rossi.

## Biologia
In natura ha una durata media di vita di due o tre anni, ma allevato in cattività e in condizioni favorevoli, arriva a superare i 20 anni. Entrambi i sessi raggiungono la maturità sessuale a dodici mesi. Il merlo vive in coppie isolate, ma tende a diventare più sociale e a radunarsi in stormi durante le migrazioni. Viaggia solitamente di notte; il volo migratorio, che può coprire da 800 a 2.000 chilometri, consiste in una serie di rapidi battiti d'ala, interrotti da movimenti orizzontali o discendenti e differisce dal volo normale, veloce e agile, talvolta diritto e talvolta a sfreccianti zig-zag. È piuttosto diffidente e si mette subito al riparo al sentore del minimo pericolo; assume invece un comportamento confidente quando non è disturbato. All'interno della vegetazione, effettua semplici rapidi movimenti, mentre in spazi aperti alterna accelerazioni scattanti a lunghe planate, senza seguire per questo una traiettoria ondulata. Sul terreno, ha una postura meno eretta rispetto ad altri tordi, spesso con la coda alzata, corre e salta rapidamente.

### Alimentazione
Il merlo è onnivoro, durante la stagione riproduttiva la sua dieta è proteica, dominata da lombrichi, insetti e loro larve (soprattutto coleotteri e lepidotteri) e gasteropodi (limacce e lumache). Hanno qualche importanza anche miriapodi, ragni, anfibi (girini, tritoni) piccoli pesci e rettili. In autunno e in inverno il merlo si ciba di olive e frutta coltivata (ciliegie, fichi, kaki, mele, pere, uva, ecc.) e di bacche di specie selvatiche. Durante la migrazione verso i quartieri di svernamento, preferisce i frutti energetici, con una bassa concentrazione di semi e facilmente digeribili quali quelli di biancospino, edera, ilatro sottile, pruno selvatico, robbia selvatica, rovo, sambuco e sanguinella. Tra gli altri frutti selvatici figurano agrifoglio, alaterno, cotonastro, ginepri, fragole, lamponi, ribes, rosa canina, sorbo, tasso e vischio.
È capace di scavare nella neve fino a cinque-sette centimetri di profondità. Può rubare il cibo ad altri merli o ad altre specie dello stesso genere. In cattività, è molto adattabile ai vari cibi: farina di mais, larve di insetti, frutta, mangimi pellettati e pastoni a base di insetti.

### Riproduzione

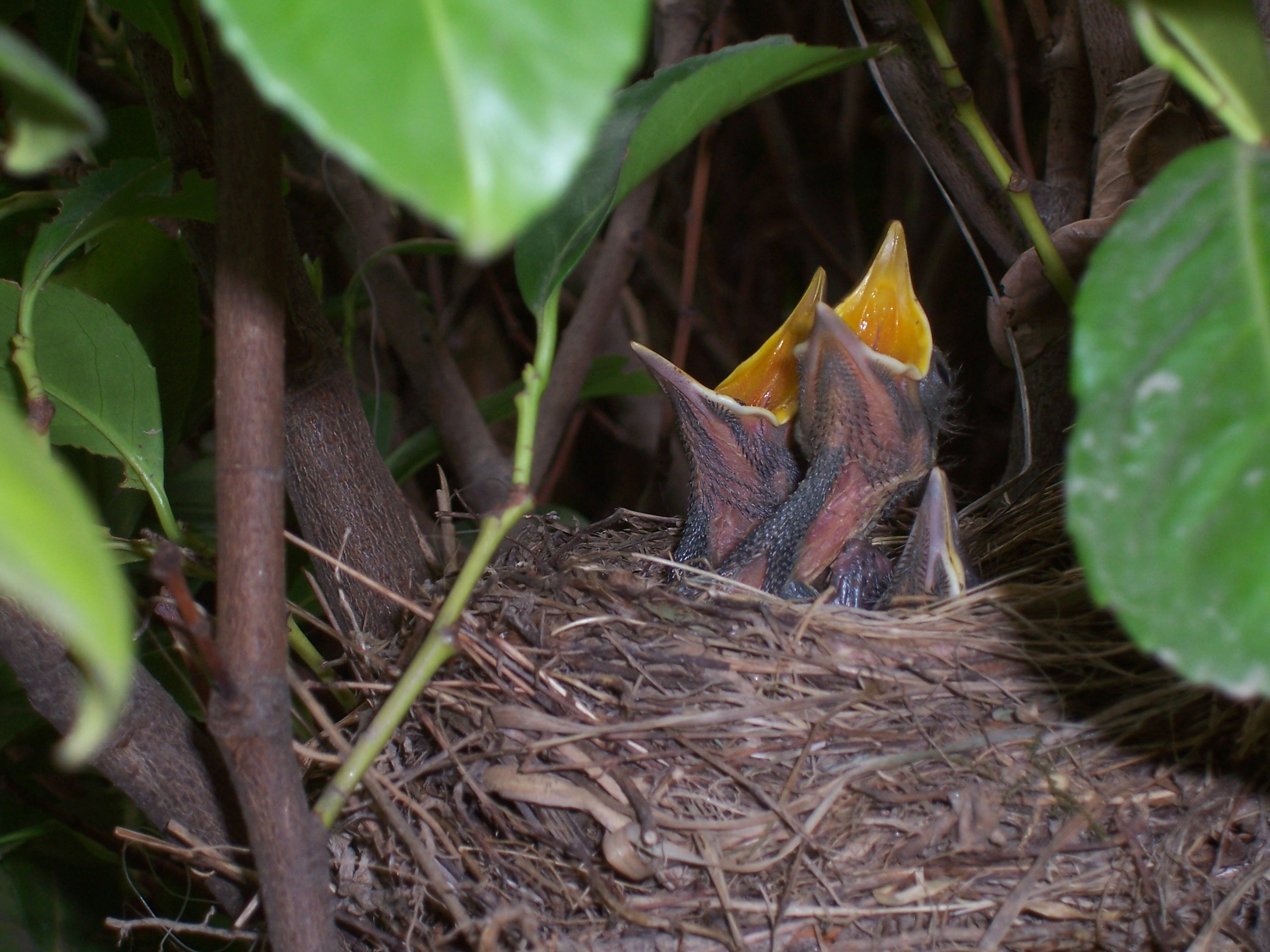
Piccoli nel nido

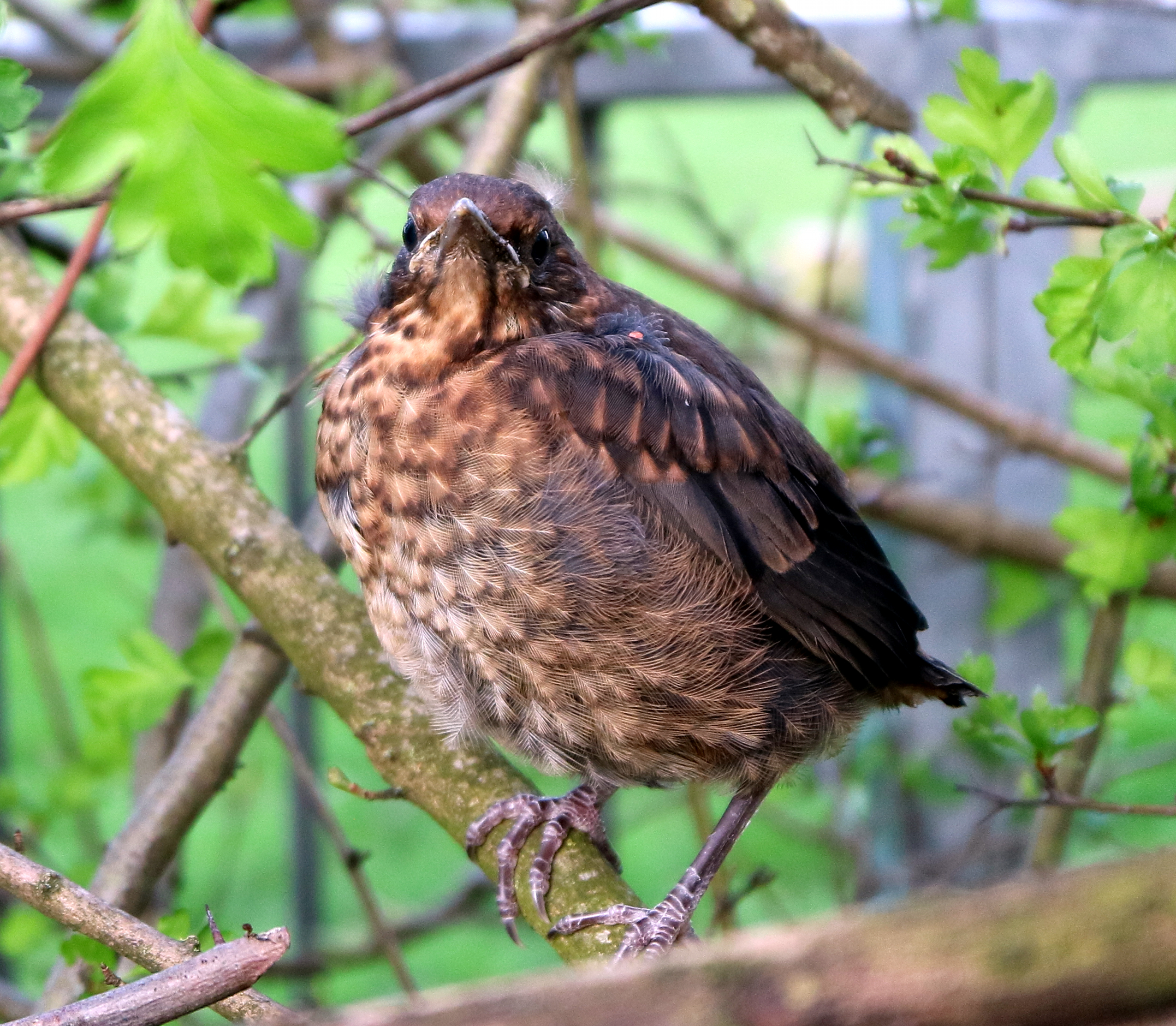
Piccolo di merlo riposa su un ramo

Il merlo è monogamo per tutta la vita. In Europa, la stagione riproduttiva va da marzo-aprile a fine agosto. Nella parata nuziale, il maschio esegue una serie di scatti, inarca la testa, tenendo il becco aperto ed emette un verso soffocato. La femmina se accetta, solleva contemporaneamente la testa e la coda, segnalando al maschio che è pronta per l'accoppiamento. Il maschio protegge e difende il suo territorio di riproduzione, scacciando gli altri maschi, attuando un rituale che consiste in una corsa breve, durante la quale la testa viene prima sollevata e poi piegata unitamente alla coda. Anche la femmina può essere aggressiva, in particolar modo nel periodo primaverile, quando compete con altre femmine per un buon territorio di nidificazione. I maschi stabiliscono un territorio durante il primo anno e lo mantengono negli anni successivi. Nella stessa stagione possono susseguirsi fino a tre covate, spesso in nidi diversi, ad altezze dal suolo crescenti con il progredire della stagione riproduttiva, presumibilmente per la minore disponibilità di siti adatti alla nidificazione. Il nido è costruito dalla femmina, sebbene il maschio possa partecipare con la raccolta di materiali, sui rami degli alberi, fra i cespugli o in buche nel terreno. Il nido, di circa 15 cm di diametro, è costituito di erba, paglia, ramoscelli e muschio consolidati con fango. Le uova deposte sono da quattro a sei, di solito blu-verdastre pallide, picchiettate di bruno-rossastro. L'incubazione dura un paio di settimane a cura della femmina, con la collaborazione sporadica del maschio. Dopo la schiusa, i piccoli vengono nutriti da entrambi i genitori e dopo un paio di settimane sono pronti all'involo, ma vengono ancora nutriti fino a tre settimane dall'abbandono del nido. Di solito, si realizzano due o tre, ma anche quattro covate annue.

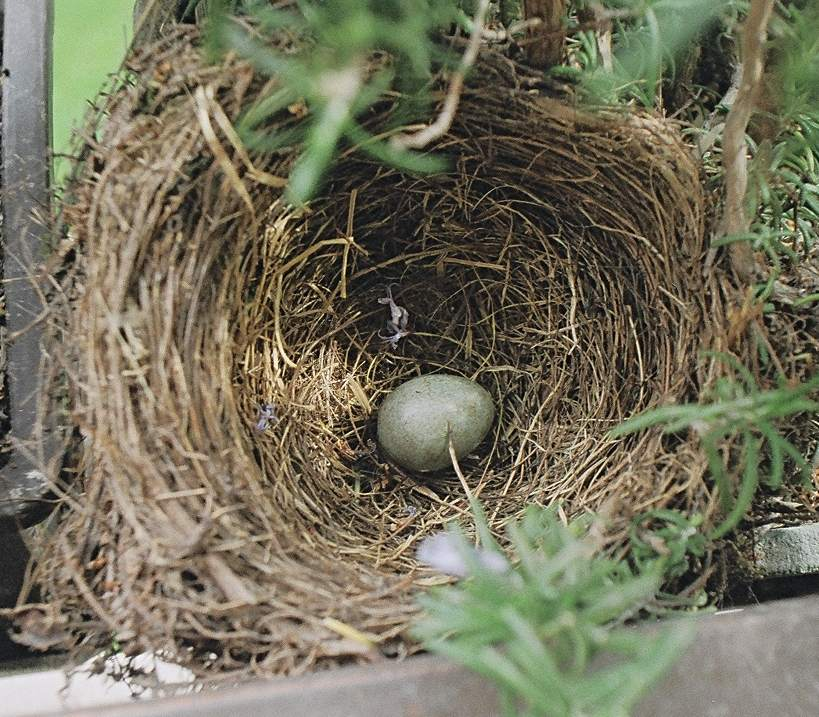
Il nido
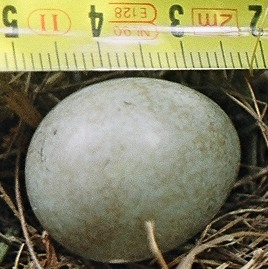
Uovo
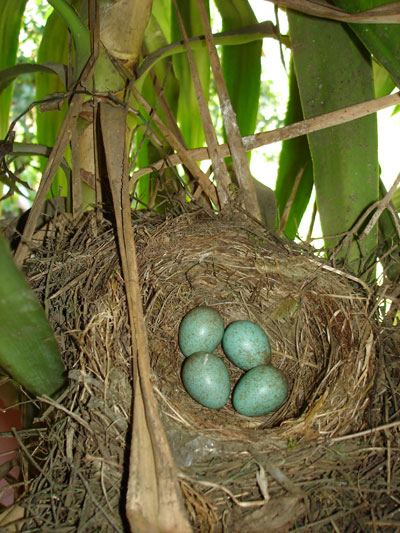
Il caratteristico colore delle uova di merlo
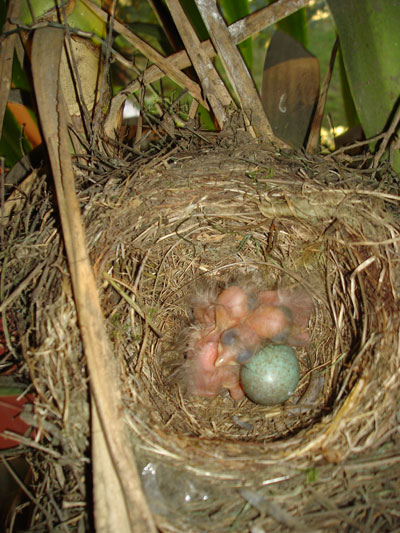
I piccoli appena dopo la schiusa

### Voce
Il merlo è un ottimo uccello canterino e, quando canta, tende a porsi verso la cima di un albero. I versi comprendono un chacha-chacha-chacha sordo, progressivo emessi in situazione di pre-allarme, che diventano grida in pericolo e un tchic-tchic-tchic acuto, ripetuto, quando è preoccupato. Il canto nuziale, che si sente da marzo ad agosto, è un fischio puro, sonoro, melodioso, molto vario, flautato e allegro, meno ripetitivo di quello del tordo. Inoltre, ha la capacità di imparare con facilità qualsiasi melodia, per poi ripeterla fino alla noia. Il richiamo consiste nel noto chioccolo tcioc-tcioc-tcioc abbastanza basso; in volo o alla ricerca della pastura, emette un sibilo strisciato ssr-ssrr e, sulla sera, il suono metallico tin-tin-tin.

## Distribuzione, migrazioni e habitat

### Distribuzione
L'areale di nidificazione del merlo comprende l'Europa, il Nord Africa e un'ampia area discontinua che si estende ad est fino alla Cina orientale e a sud sino allo Sri Lanka; in seguito all'introduzione della forma nominale, è presente anche in Australia sud-orientale, in Tasmania, in Nuova Zelanda e in diverse isole minori. Nel Paleartico occidentale, il merlo ha una distribuzione molto ampia, che rappresenta più del 50% dell'areale complessivo. A sud, l'areale si estende fino al Maghreb e al delta del Nilo. Nel corso dell'ultimo secolo, ha colonizzato le isole Fær Øer, Cipro e l'Egitto, con un areale in continua espansione. Inoltre, a partire dall'Ottocento, ha iniziato a frequentare la maggior parte delle città europee. Gli areali di svernamento, nella generalità dei casi, coincidono con i settori più meridionali e occidentali dei quartieri riproduttivi; fanno eccezione solo alcune parti del Nord Africa e un'area piuttosto estesa a sud del Mar Caspio, che coincide all'incirca con il territorio dell'Iran.
Un certo numero di introduzioni separate si sono verificate negli anni 1860 e 1870 a Melbourne e nel Sud dell'Australia. I merli ora esistono in tutta l'Australia sud-orientale e in Tasmania e hanno colonizzato con successo Lord Howe Island, Norfolk Island, Kangaroo Island e Flinders Island, ora sono una delle specie di uccelli più diffuse in Nuova Zelanda.

### Migrazioni
Gli individui nidificanti in Europa settentrionale e orientale migrano in direzione ovest e sudovest, generalmente svernando entro i limiti più meridionali dell'areale riproduttivo; le popolazioni nidificanti in Europa centrale si dirigono verso sud e sud-ovest, mentre quelle più orientali migrano principalmente a sud. I soggetti che si riproducono alle latitudini inferiori tendono ad essere sedentari o a effettuare solo brevi spostamenti altitudinali. Gran Bretagna, Francia, Spagna, Portogallo, Baleari, Corsica, Italia settentrionale e paesi della costa mediterranea rappresentano le principali aree di svernamento su distanze variabili da 800 a 2.000 chilometri. La migrazione ricade tra metà ottobre e fine dicembre. La migrazione prenuziale dei maschi comincia già all'inizio di dicembre per occupare i territori riproduttivi migliori. Un arrivo precoce ai quartieri di nidificazione rappresenta, infatti, un importante vantaggio, perché consente di scegliere i territori caratterizzati da abbondanza di cibo, di migliore qualità e con minore rischio di essere predati; ciò porta ad avere un successo riproduttivo più elevato rispetto ai soggetti che arrivano tardivamente.

### Habitat
Il merlo frequenta un'ampia varietà di contesti ambientali, principalmente alle latitudini medio-alte della Regione Paleartica. Predilige i climi freschi, umidi e ventosi, ma nella Regione Mediterranea si adatta anche a regimi più caldi e asciutti. È legato alla presenza di vegetazione arborea e arbustiva alternata a terreni aperti, dove tende a ricercare il cibo. Non mostra preferenze verso particolari specie arboree e frequenta indifferentemente boschi di conifere o latifoglie, sempre con sottobosco arbustivo; macchia mediterranea, brughiere con arbusti fino a due metri, tra cui ginepro e rovo; aree agricole con ampie siepi e ruscelli, parchi e giardini, con chiara tendenza all'incremento demografico nelle aree urbane e suburbane. In Europa, può vivere sopra i 1.000 metri di altitudine, ma a più di 4.000 metri nel Tien Shan e nell'Himalaya e a 4.600 metri nella Cina occidentale. In Nord Africa, è presente fino a 2.300 metri di altitudine. Durante il periodo riproduttivo occupa ambienti molto diversi; evita solamente la steppa aperta e la tundra, le zone paludose o gli acquitrini. Tollera molto bene la vicinanza dell'uomo e per questo ha potuto colonizzare parchi e giardini di grandi insediamenti urbani.

## Predatori e parassiti
È predato da vari rapaci (falco della Nuova Zelanda, sparviero) e da corvidi (gazza, ghiandaia), da mustelidi (martora), volpi, gatti, scoiattoli e quercini, che si cibano delle sue uova e dei pulcini, ed è parassitato da vari ectoparassiti (pidocchi, pulci, zecche) e da endoparassiti e patogeni  (Christoxum, Escherichia, Haemoproteus, Luztrema, Plasmodium, Trypanosoma, Whataroa virus). Il merlo è poi parassitato dal cuculo e, in Asia e in Oceania, anche dal cuculo bronzeo splendente, dal cuculo indiano e dal cuculo pallido.

## Status e conservazione
In Europa, la popolazione riproduttiva è stimata in 54.800.000-87.100.000 coppie, che equivale a 110.000.000-174.000.000 di individui maturi. È probabile che la popolazione globale rientri nella fascia 10.000.000-500.000.000 di individui maturi. Questa specie ha una consistenza numerica ampia e in aumento ed è, dunque, compresa nella Categoria Rischio minimo della Lista Rossa dell'IUCN delle specie minacciate.
Secondo uno studio del 2004, il numero di coppie si situa tra 40 e 82 milioni in 44 paesi. In Francia, tra 1 e 6 milioni di coppie; in Spagna, tra 2,3 e 5,9 milioni; in Grecia, tra 0,8 e 2 milioni; in Italia, tra 2 e 5 milioni; in Portogallo, tra 0,2 e 2 milioni. La popolazione più numerosa sarebbe in Germania con 8-16 milioni di coppie, seguita dal Regno Unito con 4,9 milioni di coppie. Le tendenze attuali, come definite da Bird Life International, consentono di classificare le specie nella Categoria 4, in stato di conservazione favorevole e stato di sicurezza in Europa. Dei 44 paesi coperti dallo studio citato, la specie è stabile o in aumento in 38 di essi, compresi quelli che ospitano la maggior parte delle popolazioni europee e starebbe diminuendo solo in Albania, Croazia e Turchia.
Nei paesi europei, potrebbero verificarsi flessioni della consistenza della popolazione a causa dell'intensificazione dell'agricoltura, e della caccia. Nel Paleartico occidentale, altre minacce includono predatori, disturbi, condizioni meteorologiche avverse e fame.

## Posizione nell’ecosistema
In generale, il merlo svolge un ruolo significativo negli ecosistemi, regolando le popolazioni di invertebrati, in particolare di gasteropodi e insetti, in gran parte dannosi per l’agricoltura. I risultati di una ricerca sul ruolo del merlo nella conservazione delle specie forestali nella parte nord-orientale dell'Ucraina, indicano un ruolo cruciale del merlo nella gestione della popolazione di parassiti animali potenzialmente pericolosi. È stato trovato un totale di 44 specie di invertebrati, soprattutto insetti (78%), dei quali la maggior parte era costituita da specie di fitofagi.
Nei quartieri di svernamento può causare qualche danno cibandosi di olive e frutta coltivata, oltre che di bacche selvatiche. Molte di queste specie sono utili economicamente e/o per il mantenimento delle risorse forestali e la protezione del suolo in alcune regioni, mentre sono dannose, in quanto invasive, in altre.
Il merlo è incluso dall'Invasive Animals Cooperative Research Centre australiano tra le specie invasive estremamente pericolose in Australia. Nell'Australia meridionale e in Nuova Zelanda, i merli si nutrono di frutti come coltivati quali ciliegie, fichi, frutti di bosco, nettarine, olive, pesche, oltre a frutti autoctoni come Exocarpus cupressiformis. Essi causano già danni a frutteti e vigneti e un'espansione della loro popolazione nel Queensland può causare danni alle colture di vite, drupacee e bacche. Inoltre possono disperdere i semi di specie fortemente infestanti, tra cui Asparagus scandens, Asparagus declinatus e Asparagus asparagoides, che soffocano il sottobosco, impedendo l'insediamento e la crescita di specie autoctone , Chrysanthemoides monilifera, Pittosporum undulatum e Rubus fructicosus; rappresenta una minaccia per alcuni uccelli autoctoni come Zoothera lunulata e Gallirallus sylvestris, poiché queste specie competono per risorse alimentari simili; e consuma alcuni invertebrati in via di estinzione.
Turdus merula, T. olivaceus and T. smithi contribuiscono alla diffusione di Pyracantha angustifolia, una pianta invasiva che ostacola l’utilizzazione del pascolo, interferisce con lo sviluppo di specie legnose autoctone e favorisce quello di altre specie invasive in Sud Africa, Argentina e Australia, di potenziale diffusione nei climi mediterranei, tropicali e subtropicali, in particolare in Europa, Africa subsahariana e nelle Americhe.
In una prospettiva di lungo termine, considerato il cambiamento climatico che sta determinando la ridistribuzione della vita sulla Terra, il merlo è tra i migratori con il maggior potenziale di dispersione delle piante europee verso latitudini più fredde.

## Nella cultura di massa
Molti paesi hanno emesso francobolli con l'immagine del merlo: Alderney, Belgio, Bulgaria, Finlandia, Georgia, Giordania, Guernsey, Gran Bretagna, Isole Fær Øer, Jersey, Kazakistan, Paesi Bassi, Penrhyn, Saint Vincent e Grenadine, Svezia, Togo e Ungheria.
Il merlo è l'uccello ufficiale della Svezia.
Il merlo ha perso il becco è un libro che nasce da un progetto del 1940 di Bruno Munari, come interpretazione visiva del noto brano popolare per bambini. Inoltre è stato cantato nel 1976 da Sergio Endrigo in lingua veneta con il titolo El merlo.
Le merle noir (Il merlo nero) è il titolo di un breve brano musicale per flauto e pianoforte composta nel 1952 dal compositore francese Olivier Messiaen ispirata dal canto degli uccelli.
Blackbird (Merlo nero) è una canzone del gruppo musicale britannico The Beatles, scritta dal cantautore Paul McCartney.
Die Vogelhochzeit Ein Vogel wollte Hochzeit machen (letteralmente: Il matrimonio degli uccelli - Un uccello voleva maritarsi) è una canzone per bambini tedesca che parla del matrimonio di un merlo e un tordo, di origine sconosciuta.
Xoxo Beltza (Merlo nero), è una canzone popolare basca resa popolare dal cantautore Mikel Laboa, che tratta della morte di un merlo in gabbia.
Mirlo de invierno (Merlo d'inverno), è un brano composto da Carlos Kroll, che racconta la melanconia di un uccello solitario che spicca un volo immaginario verso la persona amata.
Merla è un termine utilizzato in araldica per indicare la femmina del merlo che si raffigura senza becco e senza piedi. Si incontra molto frequentemente anche il termine merlotto, impiegato soprattutto per simboleggiare i nemici vinti in battaglia.
Blackbird è un testo teatrale dell'autore scozzese David Harrower, debuttato ad Edimburgo nel 2005. Nel 2016 è stata fatta la trasposizione cinematografica dell'opera, intitolata Una.

## In Italia
In Italia, è presente la forma nominale. I merli provengono principalmente dall'Europa centro-orientale (Ungheria, Polonia, Repubblica Ceca, Slovenia e Croazia settentrionale). Aree distinte dell'Italia giocano un ruolo diverso nel sistema migratorio del Merlo: la Lombardia è interessata soprattutto dal passaggio autunnale, mentre la Toscana rappresenta anche un'area di svernamento. La Sardegna sembra essere importante sia come quartiere invernale, sia come area di sosta durante la migrazione pre-nuziale. La popolazione italiana risulta parzialmente sedentaria.
Nidifica tra febbraio e maggio, in una grande varietà di ambienti, dal livello del mare al limite della vegetazione arborea (2.300 metri sulle Alpi). Trattandosi soprattutto di una specie sedentaria, sverna pressoché negli stessi ambienti in cui nidifica. È distribuito diffusamente su tutto il territorio nazionale, isole comprese, anche se risulta più scarso sull'Appennino, oltre gli 800 metri di altitudine e in alcune zone della Puglia. Sui rilievi trascorre l'inverno ad altitudini inferiori rispetto a quelle frequentate nel periodo riproduttivo; sulle Alpi, ad esempio, preferisce i fondovalle e gli ambienti collinari al di sotto dei 500 metri di altitudine. Il suo habitat naturale è il bosco, ma si adatta a vivere in ogni ambiente in cui vi siano le condizioni per nidificare: in ambienti caratterizzati dalla presenza di alberi o arbusti in continuità con aree aperte, frutteti e vigneti e in aree urbane a contatto ravvicinato con l'uomo.
L'areale della popolazione italiana è vasto, il numero di individui maturi è stimato in 4-10 milioni e risulta in generale aumento nell'arco temporale 2000-2010. Dunque, la popolazione italiana non raggiunge le condizioni per essere classificata entro una delle categorie di minaccia e viene classificata a Minore Preoccupazione nel 2012.

## Sistematica
Del merlo si riconoscono le sottospecie seguenti:
- T. m. merula Linnaeus (1758)                         - Europa (eccetto sud est).
- T. m. azorensis Hartert E. (1905)                    - Azzorre.
- T. m. cabrerae Hartert, E. (1901)                    - Madera e Canarie.
- T. m. mauritanicus Hartert E. (1902                - Africa settentrionale e occidentale.
- T. m. aterrimus Madarász (1903)                    - Europa meridionale e orientale, Turchia, Caucaso e Iran settentrionale.
- T. m. syriacus Hemprich & Ehrenberg (1833) - Isole greche, Turchia meridionale a Iran meridionale, Iraq settentrionale ed Egitto.
- T. m. intermedius Richmond (1896)                - dalle Montagne dell'Asia centrale all'Afghanistan settentrionale

Tra le sottospecie note:

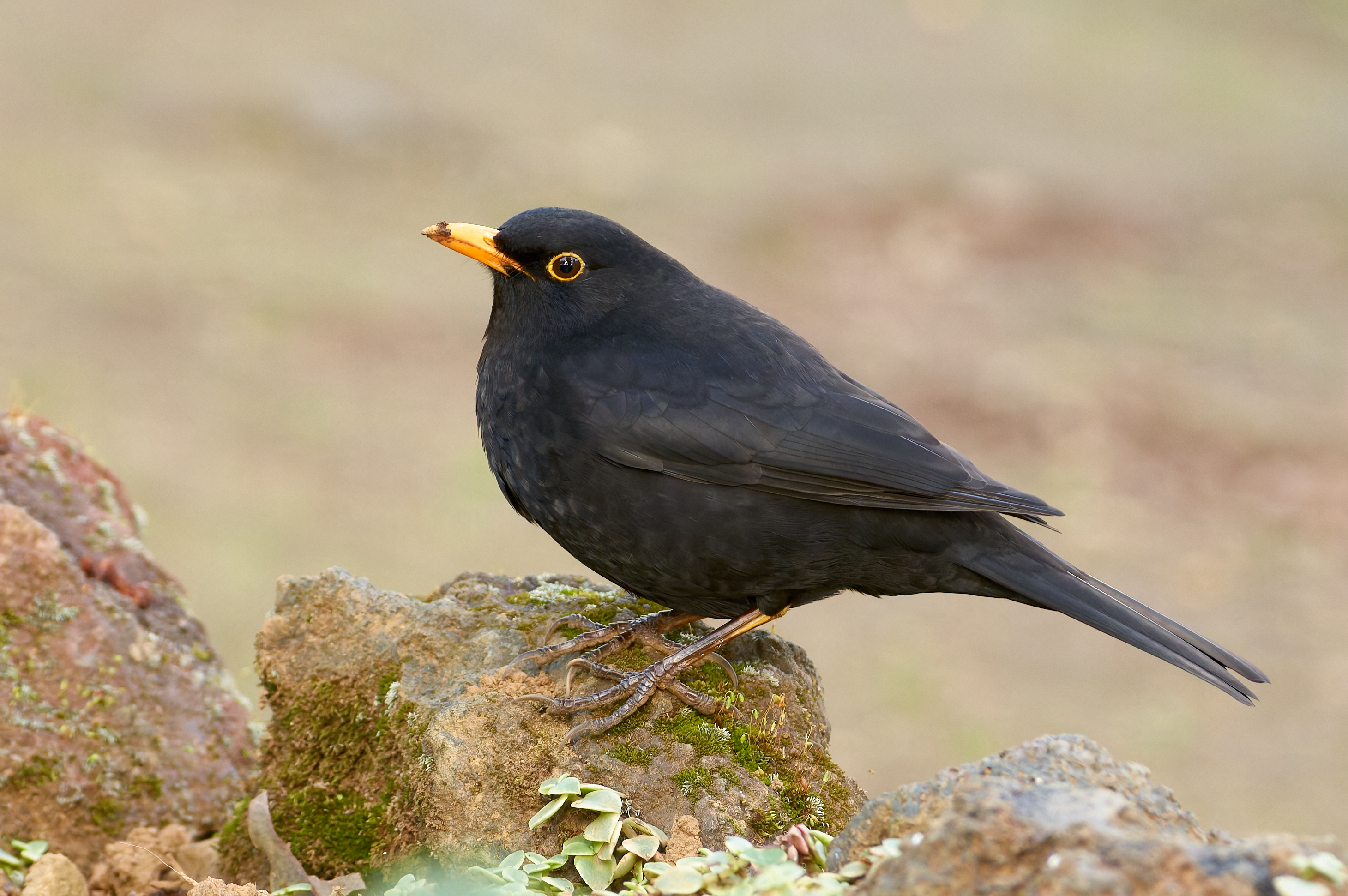
Turdus merula azorensis  - Azzorre
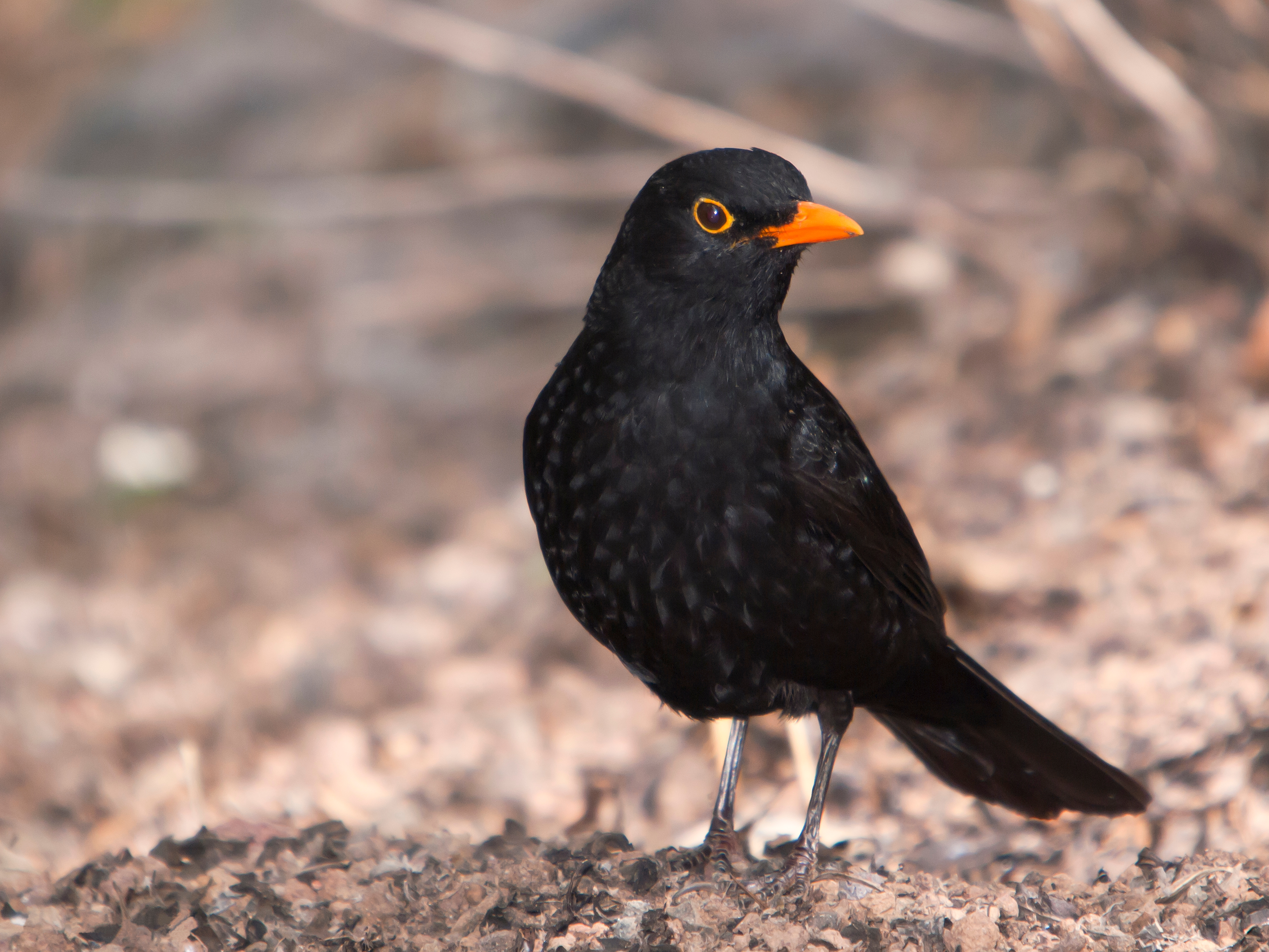
Turdus merula cabrerae - Madera e Canarie
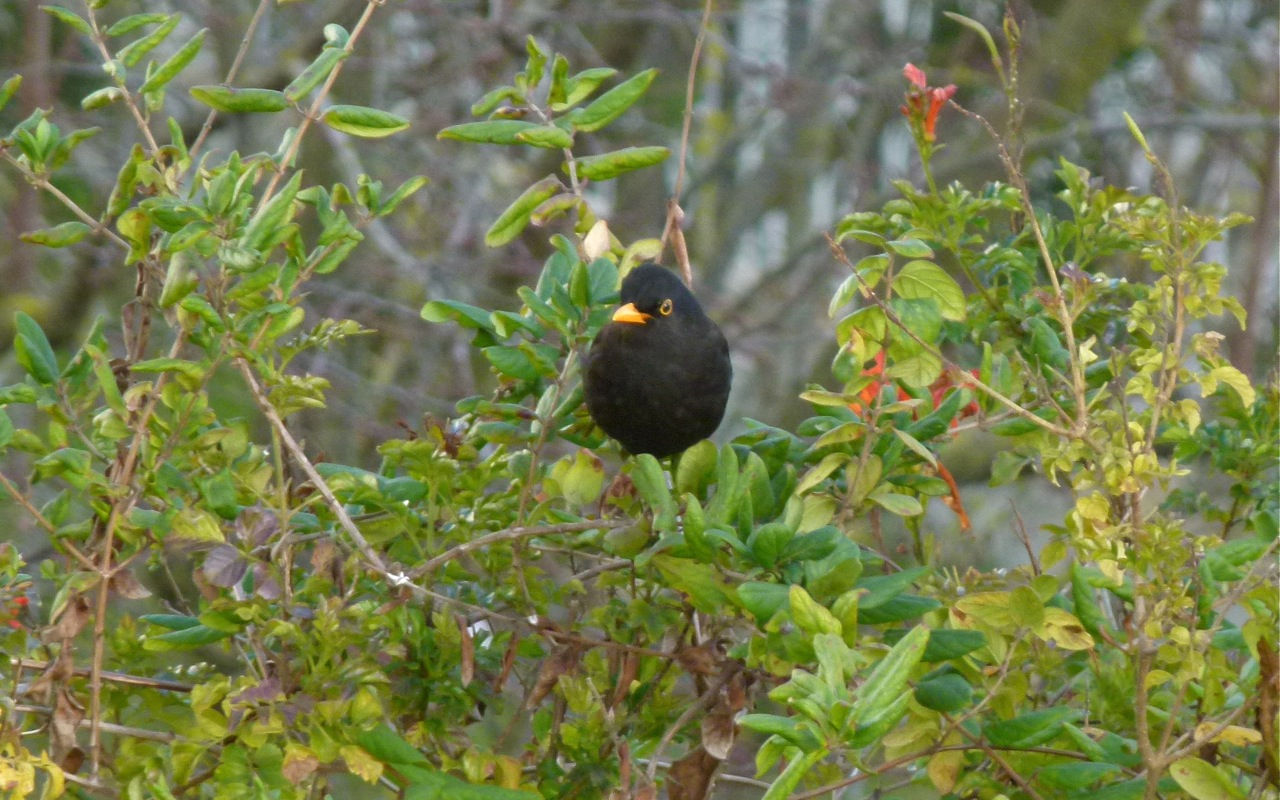
Turdus merula mauritanicus - Marocco, Algeria e Tunisia
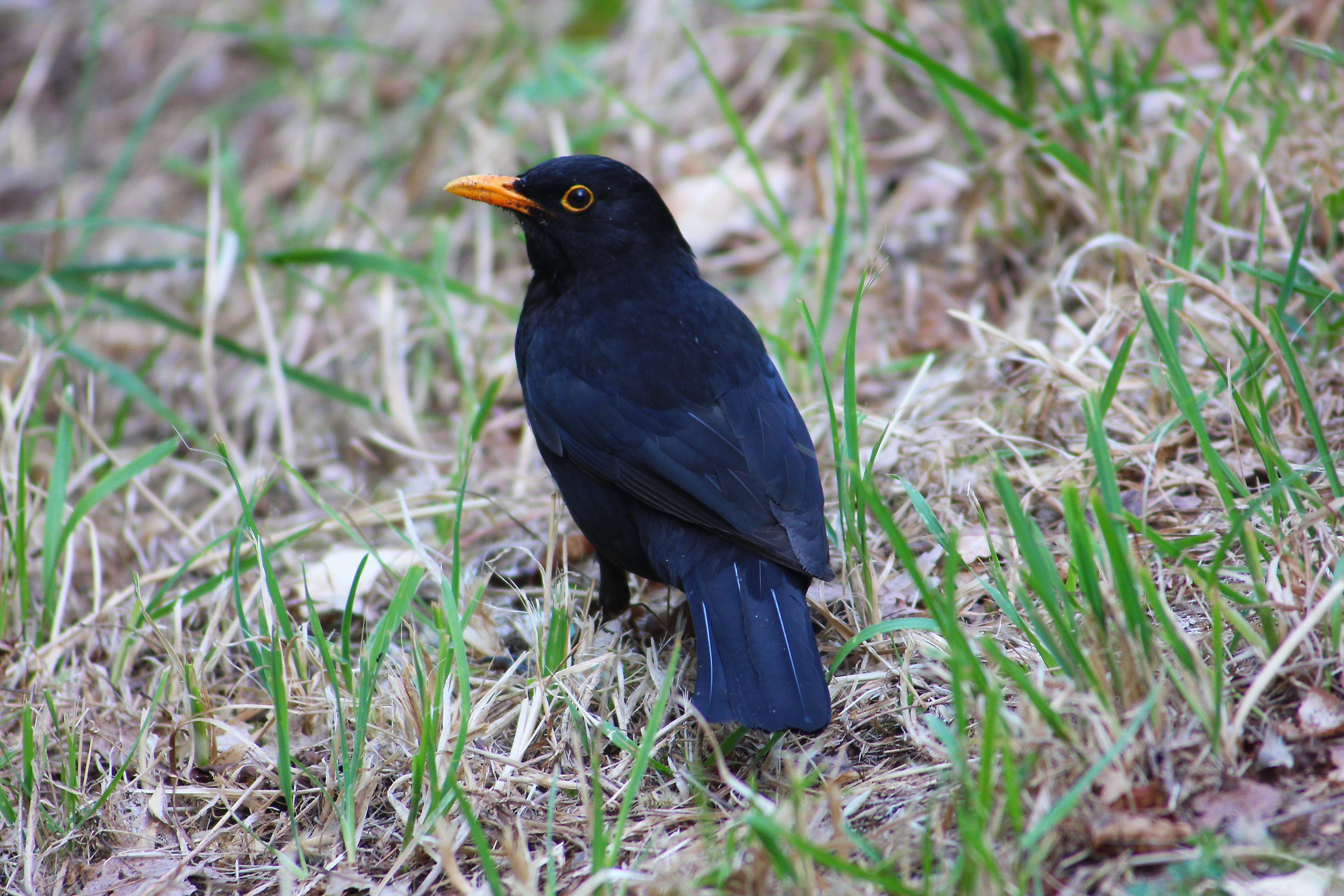
Turdus merula aterrimus - Ungheria, Grecia, Turchia, Iran, Iraq ed Egitto
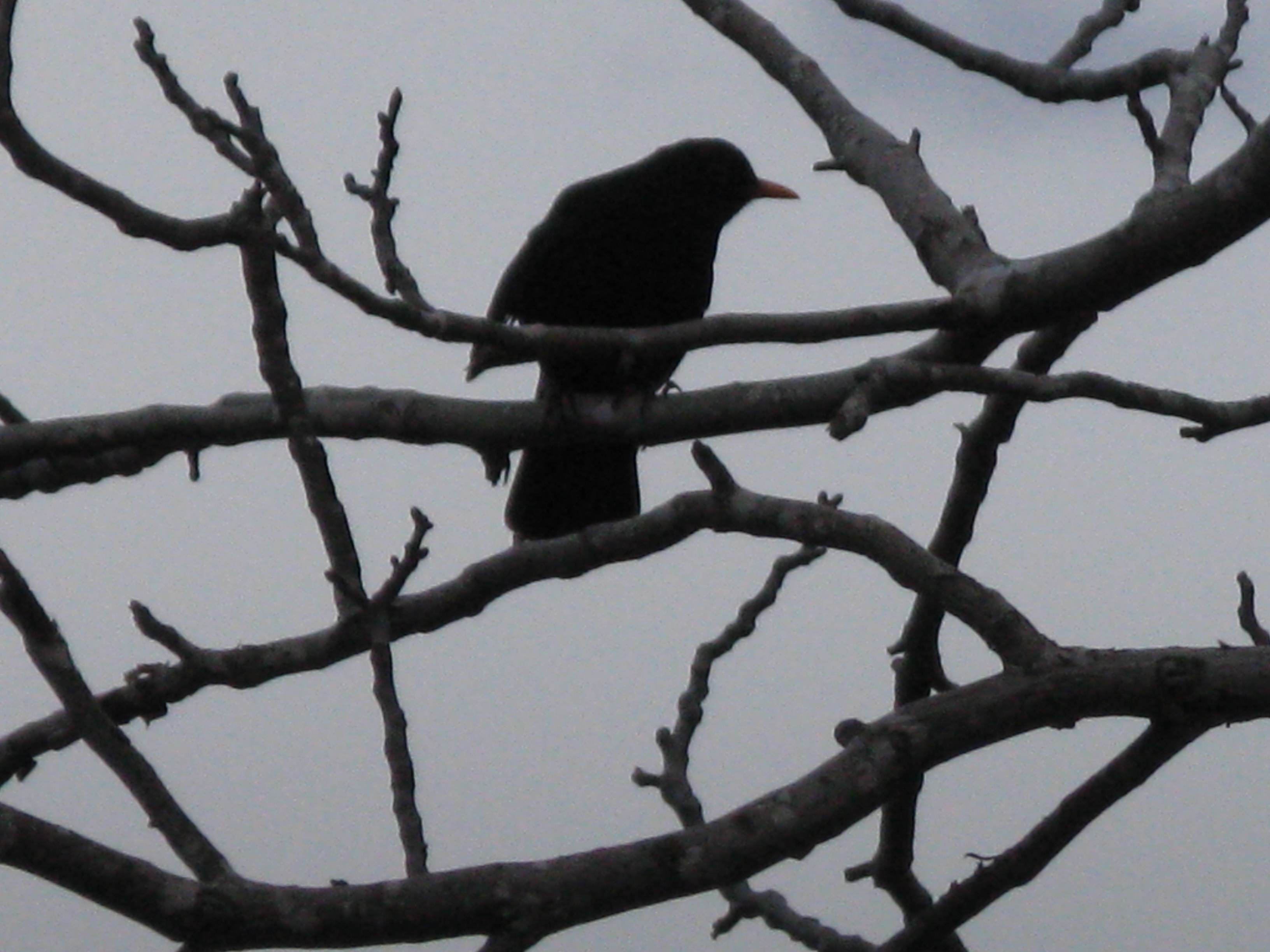
Turdus merula syriacus - Turchia, Giordania, Israele ed Egitto